# El Lampotal
El Lampotal är en ort i Mexiko.   Den ligger i kommunen Vetagrande och delstaten Zacatecas, i den centrala delen av landet, 500 km nordväst om huvudstaden Mexico City. El Lampotal ligger 2 089 meter över havet och antalet invånare är 1 368.
Terrängen runt El Lampotal är lite kuperad. Runt El Lampotal är det ganska tätbefolkat, med 160 invånare per kvadratkilometer. Närmaste större samhälle är Guadalupe, 19,3 km sydväst om El Lampotal. Omgivningarna runt El Lampotal är i huvudsak ett öppet busklandskap.